# Kiczyce

Nieoficjalny herb wsi Kiczyce

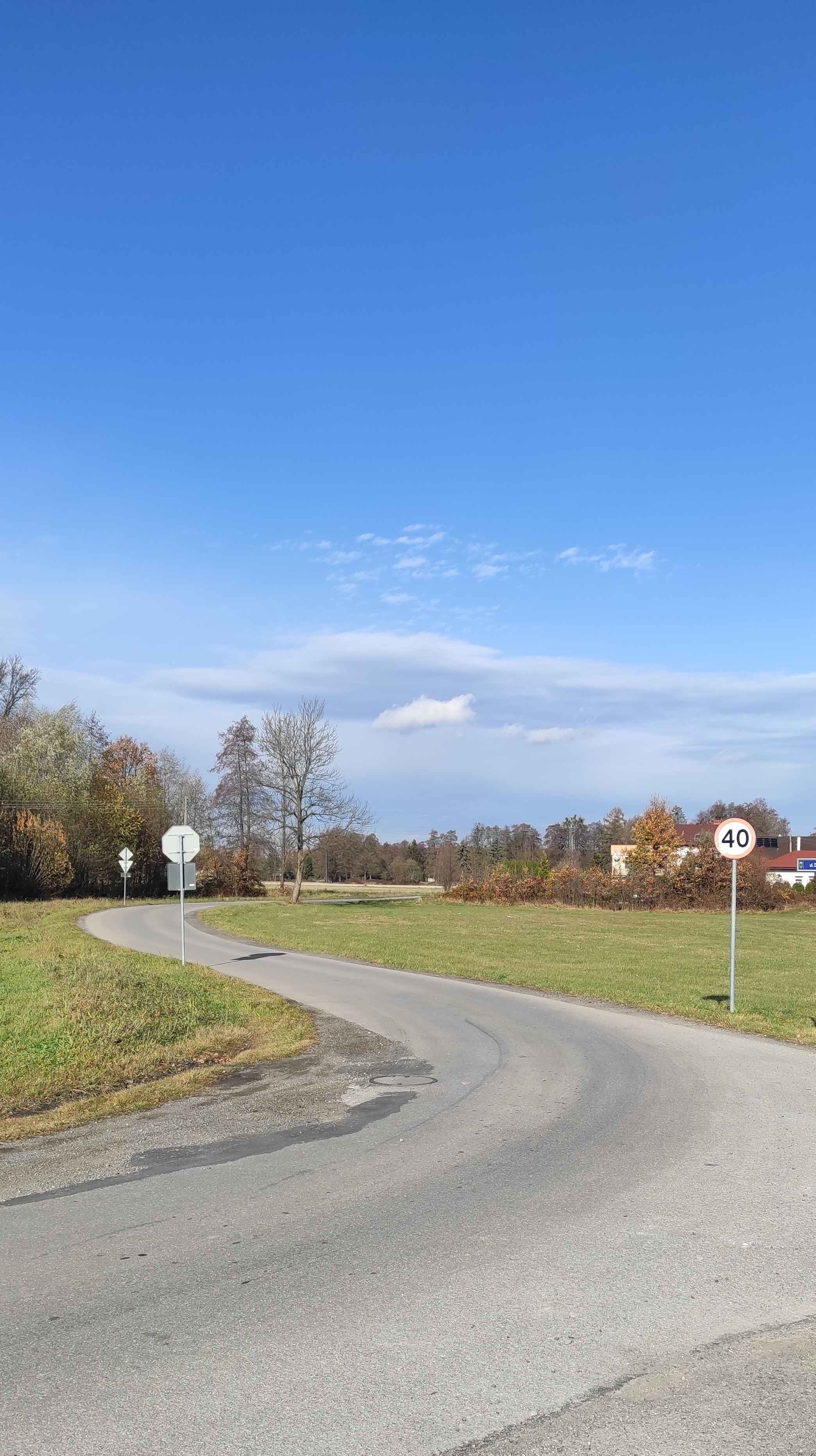

Kiczyce (cz. Kyčice, niem. Kitschitz) – wieś sołecka w Polsce położona w województwie śląskim, w powiecie cieszyńskim, w gminie Skoczów. Wieś leży w historycznych granicach regionu Śląska Cieszyńskiego, geograficznie zaś leży w regionie Dolina Górnej Wisły, będącej częścią Kotliny Oświęcimskiej. Powierzchnia sołectwa wynosi 730 ha, a liczba ludności 983, co daje gęstość zaludnienia równą 134,7 os./km².

## Historia
Po raz pierwszy wzmiankowana w 1316. Wieś politycznie znajdowała się wówczas w granicach utworzonego w 1290 piastowskiego (polskiego) Księstwa Cieszyńskiego, będącego od 1327 lennem Królestwa Czech, a od 1526 roku w wyniku objęcia tronu czeskiego przez Habsburgów wraz z regionem aż do 1918 roku w monarchii Habsburgów (potocznie Austrii).
W latach 1573/1577–1594 Kiczyce znajdowały się w granicach wydzielonego z księstwa cieszyńskiego skoczowsko-strumieńskiego państwa stanowego.
Księga gruntowa wsi (Registra diediny Kyczic) powstała w 1645 roku. 
Według austriackiego spisu ludności z 1900 w 81 budynkach w Kiczycach na obszarze 731 hektarów mieszkało 478 osób, co dawało gęstość zaludnienia równą 65,4 os./km², z czego wszyscy byli polskojęzyczni; 338 (70,7%) mieszkańców było katolikami, 132 (27,6%) ewangelikami, a 8 (1,7%) wyznawcami judaizmu. Do 1910 roku liczba mieszkańców wzrosła do 499, z czego 368 (73,7%) było katolikami, 128 (25,7%) ewangelikami, a 3 (0,6%) żydami, 496 (99,8%) polsko-, a 1 niemieckojęzyczna.
Po zakończeniu I wojny światowej tereny, na których leży miejscowość – Śląsk Cieszyński, stały się punktem sporu pomiędzy Polską i Czechosłowacją. W 1918 roku na bazie Straży Obywatelskiej miejscowi Polacy utworzyli lokalny oddział Milicji Polskiej Śląska Cieszyńskiego, który podlegał organizacyjnie 14 kompanii w Skoczowie.
W latach 1975–1998 miejscowość położona była w województwie bielskim.
W miejscowości znajdują się m.in.: Szkoła Podstawowa nr 4 im. Orła Białego, Przedszkole Publiczne, zbór Świadków Jehowy.